# Pardubice
Pardubice  (in tedesco Pardubitz) è una città della Repubblica Ceca, capoluogo del distretto e della regione omonimi. Importante snodo ferroviario, ha un aeroporto ed è sede dell'omonima università.

## Geografia
La città è situata nella Boemia orientale, alla confluenza dell'Elba e della Chrudimka, 20 km a sud di Hradec Králové e 97 km a est di Praga.

## Storia
La prima menzione scritta della città risale al 1295, in occasione della fondazione da parte di Papa Bonifacio VIII del monastero dell'ordine cavalleresco dei Crocigeri della Stella Rossa, così come la Chiesa di San Bartolomeo. Nel 1340 Arnošt di Pardubice, il primo arcivescovo di Praga, ereditò la città. I suoi successori includono Smil Flaška di Pardubice, Giovanni da Milheim (costruttore della Cappella Bethleem a Praga), Vittorino di Kunštát e Podebrady, padre del re boemo Giorgio di Poděbrady. Nel 1491 l'aristocratica famiglia Pernštein acquistò la città, che da allora si circondò di potenti bastioni. Dal 1560 Pardubice divenne la residenza dei sovrani della Boemia.
L'espansione della città iniziò nella prima metà del XIX secolo con la costruzione della ferrovia Praga-Pardubice-Olomouc. Nella seconda metà del secolo, le fabbriche si moltiplicarono: dalle macchine di Hübner-Opitz per la macinazione del grano (1866) allo zuccherificio (1869), dal birrificio (1871) alla fabbrica di utensili Prokop (1872), dalla raffineria di olio minerale della società Fanto (1889) all'industria di torrefazione del caffè fondata da Jindřich Franck (1897). La diversificazione industriale continuò dopo la prima guerra mondiale, con la chimica (fabbriche di esplosivi del quartiere Semtín, che produce semtex), la telegrafia e successivamente l'elettronica.
Durante la seconda guerra mondiale, la Resistenza antinazista fu organizzata attivamente. È qui che il gruppo di paracadutisti Silver A organizzò un attacco clamoroso contro Reinhard Heydrich. Nel maggio 1942 la città subì rappresaglie: in un mese, più di 200 persone furono giustiziate nel piccolo castello, tra queste gli abitanti del villaggio di Ležáky, che venne bruciato e distrutto. Terminata la guerra, Pardubice divenne la capitale della Boemia Orientale nel 1949, e questo status accelerò la crescita della città.

## Monumenti e luoghi d'interesse
- Castello di Pardubice

## Amministrazione

### Gemellaggi
- Bełchatów
- Doetinchem
- Merano
- Pernik
- Rosignano Marittimo
- Schönebeck
- Selb
- Skellefteå
- Székesfehérvár
- Vysoké Tatry